# Anacroneuria co-9
Anacroneuria co-9 är en bäcksländeart som beskrevs av Bill P.Stark och Maria del Carmen Zúñiga 2007. Anacroneuria co-9 ingår i släktet Anacroneuria och familjen jättebäcksländor. Inga underarter finns listade i Catalogue of Life.